# Pöttingové z Persingu
Pöttingové z Persingu jsou rakouský šlechtický rod připomínaný již ve 13. století, později vlastnili řadu statků v Čechách. V roce 1662 byli povýšeni do říšského hraběcího stavu a členové rodu v 17.–18. století zastávali vysoké posty v politice a církvi. V Čechách nechali postavit několik barokních zámků, většina z nich ale prošla pozdějšími úpravami. Majetek Pöttingů navíc provázelo dlouhodobé zadlužení, takže až na několik výjimek (Habry) se na svých sídlech udrželi jen krátce. 
Nejvýznamnějšími osobnostmi rodu byli vlivný císařský diplomat a dvořan František Eusebius (1627–1678) a jeho bratranec Šebestián Jan (1628–1689), který byl pasovským biskupem. V 19. století vynikl olomoucký probošt Emanuel Pötting-Persing (1819–1898), mecenáš českého školství. Jeho jméno nese Pöttingova ulice v Olomouci, kde se nachází Střední zdravotnická škola, známá též jako Pöttingeum. Jméno rodu připomíná také název Pöttingovského paláce v Praze a usedlost Petynka, taktéž v Praze.

## Historie rodu

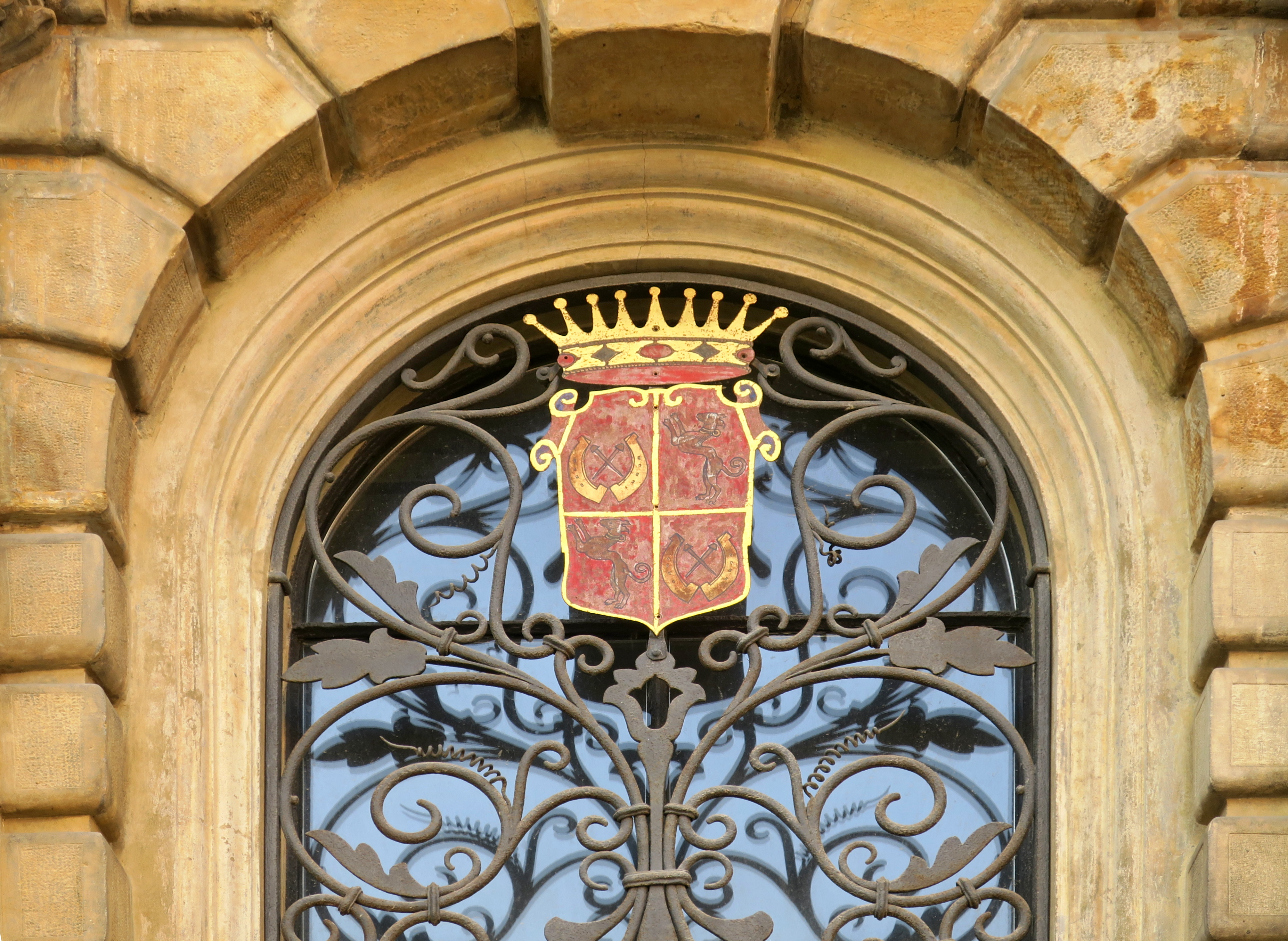
Znak Pöttingů-Persingů na náhrobní kapli při kostele sv. Mořice v Olomouci

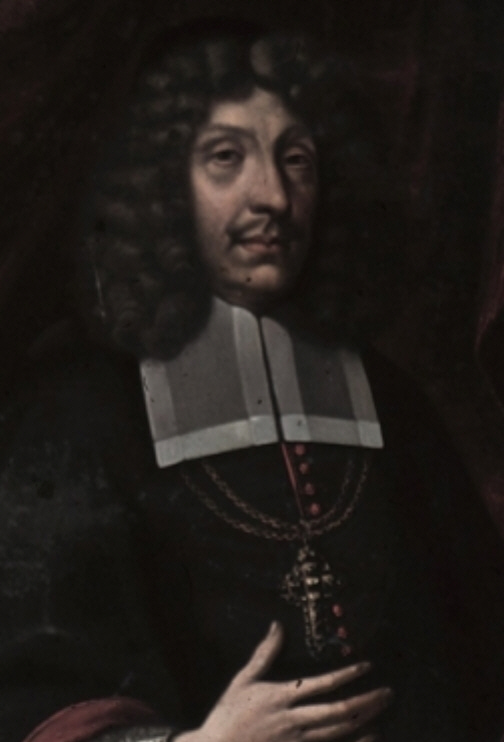
Šebestián Jan z Pöttingu-Persingu (1628–1689), kníže-biskup pasovské diecéze

Rodina se připomíná od 13. století, za vlády Karla IV. získali rytířský stav, později vlastnili panství Persing v Dolním Rakousku. Šebestián (1542–1592) byl hofmistrem pasovského biskupa a jeho pět synů získalo v roce 1601 titul svobodných pánů. Nejstarší z nich Urban Pötting (1567–1648) byl komturem Řádu německých rytířů, císařským komořím a členem dvorské válečné rady. Po Bílé hoře usiloval o majetkové zisky z konfiskací v Čechách, nakonec obdržel statky v Kladsku (Wojbórz) a v roce 1637 byl jmenován dědičným purkrabím v Lienzi. Tento čestný titul užívali všichni potomci rodu až do 20. století. Styky Pöttingů s Čechami se datují do doby po Bílé hoře, například Urbanův bratr Bedřich Pötting (1577–1642) se v roce 1621 oženil s Kunhutou Eliškou ze Šternberka (1578–1631), dcerou Adama mladšího ze Šternberka. Další bratr Wolf Jiří získal v pobělohorských konfiskacích panství Lukavec.
Urbanův další bratr Ortlieb (1575–1654) měl čtyři syny, z nichž dva dosáhli vysokého postavení v církvi. Šebestián Jan (1628–1689) byl biskupem v Lavantu (1665–1673) a poté knížetem-biskupem v Pasově (1673–1689). Podílel se na dokončení katedrály sv. Štěpána v Pasově, podporoval jezuitský řád a proslul též jako mecenáš umění. Další bratr Volf Šebestián (1629–1709) byl v letech 1703–1709 velkopřevorem Maltézského řádu v Českém království. Nejstarší z bratrů Jan Šebestián (1626–1687) zastával různé úřady v zemské správě a především významně rozšířil majetek rodu v Čechách. Po rodu Verdugů zdědil panství Vintířov v severních Čechách (1650–1664), které prodal a vzápětí koupil v západních Čechách Rabštejn nad Střelou (1665), kde založil klášter servitů. Později koupil ještě Habry (1678), po matce zdědil Tupadly.
Bedřichův syn František Eusebius (1627–1678) byl důvěrníkem císaře Leopolda I., dlouholetým vyslancem ve Španělsku a rytířem Řádu zlatého rouna. Zemřel bez mužského potomstva a jeho majetek v Čechách (Rumburk) zdědil bratranec Jan Šebestián (1626–1687), který již předtím získal statky v Čechách a Rumburk prodal v roce 1681 Lichtenštejnům. V další generaci pak došlo k rozdělení rodu na starší a mladší větev. Bez potomstva zemřel Adolf Vojtěch (1671–1761), který nechal postavit zámek v Habrech (1718–1720). O tom, že se ve své době muselo jednat o výstavné sídlo, svědčí fakt, že v roce 1723 zde na své korunovační cestě do Prahy obědval císař Karel VI.

### Mladší česká větev

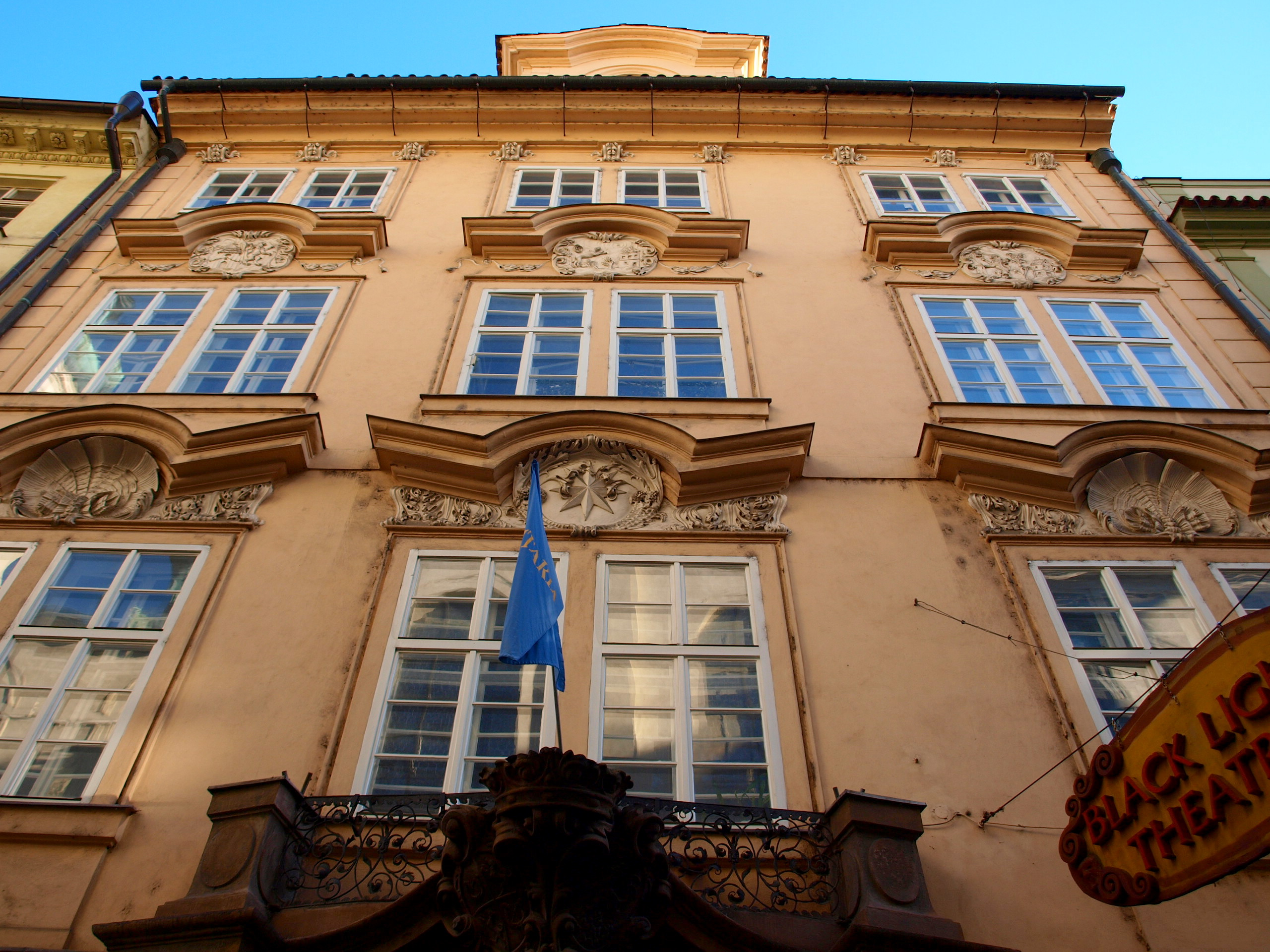
Pöttingovský palác v Praze

Mladší větev založil František Karel (1680–1755), který byl královským místodržícím, tajným radou, komořím a v letech 1720–1733 nejvyšším mincmistrem Českého království. Nechal přestavět zámek v Rabštejně a Pöttingovský palác v Praze, výraznými úpravami tehdy prošel také zámecký areál v Tupadlech. Těmito aktivitami se ale zadlužil a již v roce 1714 prodal Rabštejn, v roce 1739 byly v dražbě prodány i Tupadly. Jeho syn Jan Adolf (1722–1809), c. k. tajný rada, tudíž po otci převzal značně ztenčený majetek; v roce 1761 ale po strýci Adolfovi zdědil panství Habry, k němuž tehdy patřilo 20 vesnic. Krátce před smrtí však většinu statků prodal (1808), ponechal si jen Žáky, kde krátce předtím nechal postavit zámek. Již jeho synové Žáky prodali v roce 1815 a nejmladší z nich, c.k. major František Karel (1785–1850), za získané peníze koupil Kolinec v západních Čechách, kde inicioval výstavbu zámku. Nakonec ale i tento statek prodal (1838), šlo o poslední pozemkový majetek, který v Čechách Pöttingům patřil.

### Starší česká větev

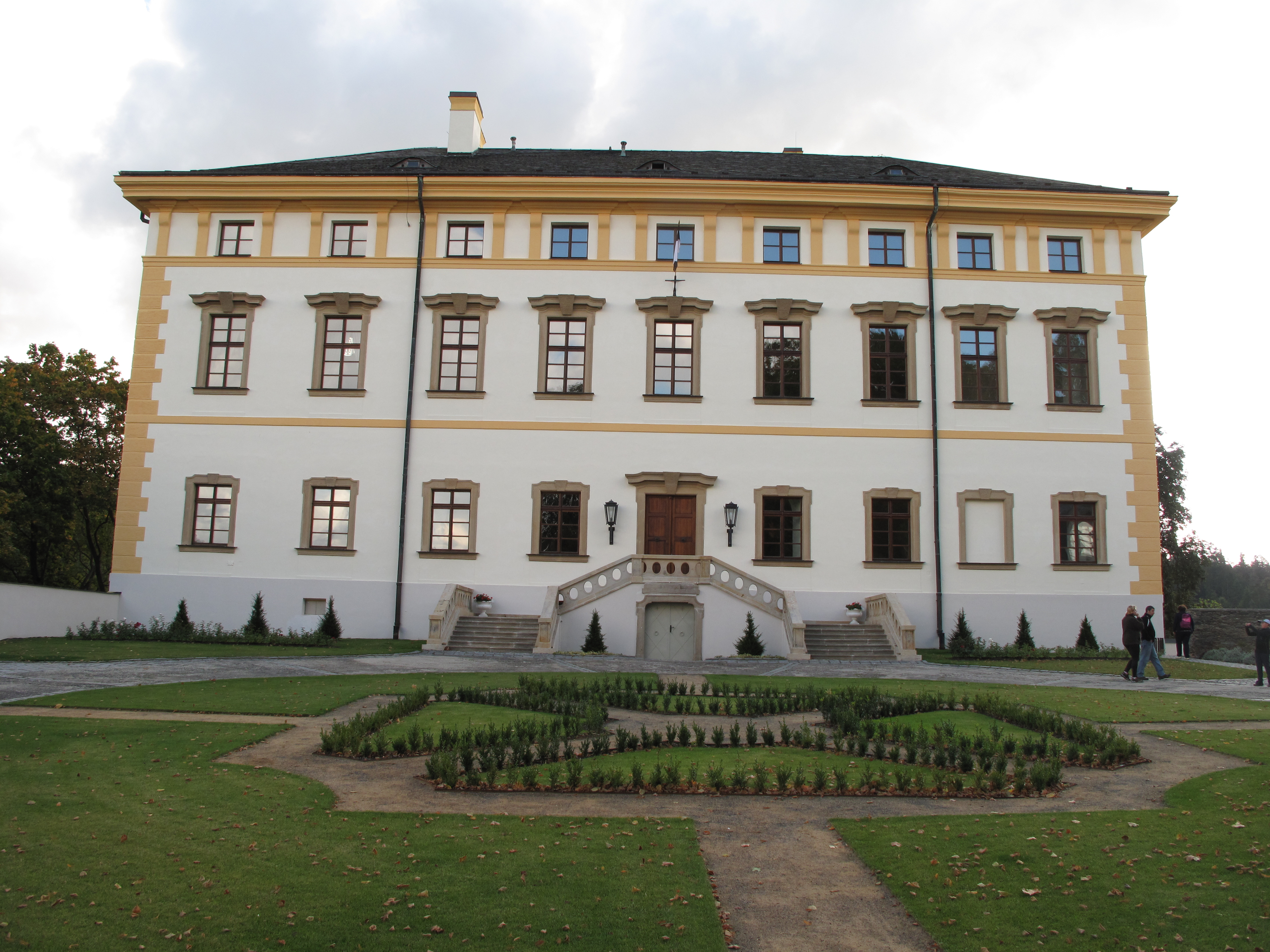
Zámek Rabštejn nad Střelou

Na počátku starší větve stál Jan Norbert (1678–1733), který koupil v roce 1718 z pozůstalosti vymřelého rodu Švihovských z Rýzmberka zadlužené panství Nalžovy. Jeho syn Václav (1709–1760) byl c.k. komořím a dvorským radou, kolem roku 1745 nechal postavit v Nalžovech zámek, již v následující generaci ale Pöttingové Nalžovy prodali (1769). Náhradou za to koupil Jan Norbert (1735–1796) Dřevíkov se zámkem ve Svobodných Hamrech, i tento majetek jeho synové prodali (1801).

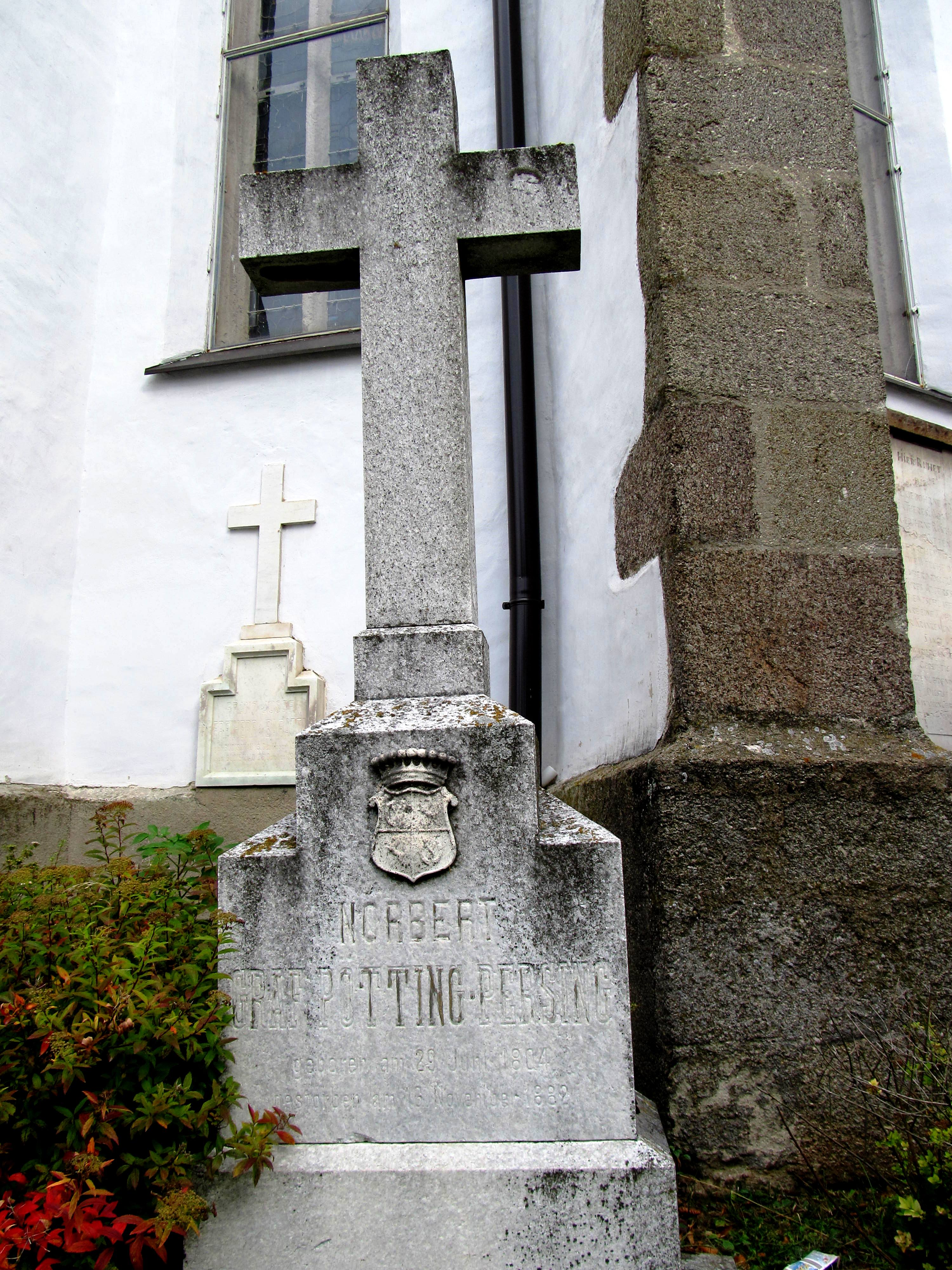
Náhrobek Norberta Pöttinga z Persingu (1804-1882) v Budišově

V 19. století žila tato větev Pöttingů na zámku v Budišově u Třebíče, který sice nebyl jejich majetkem, ale díky spříznění s rodem Baratta-Dragono zde našli dlouhodobé zázemí. V Budišově je pohřben Norbert (1804-1882), který byl krajským komisařem v Chrudimi a místodržitelským radou. Jeho mladší bratři sloužili v armádě, z nich Jan Karel (1816–1892) dosáhl hodnosti polního podmaršála (1878). Nejmladší z bratrů Emanuel (1819–1898) byl jedním z nejvýznamnějších členů rodu. Jako katolický kněz byl proboštem kapituly v Olomouci a proslul svou podporou českého školství. Jím založený Ústav hraběte Pöttinga pro výchovu dívek je dodnes známý pod názvem Pöttingeum, dnes zde sídlí Střední zdravotnická škola. Také Emanuel Pötting je pohřben v Budišově. Syn generála Jana Karla Pöttinga Josef (1851–1919) byl posledním z rodu, kdo měl vazby k českým zemím. Byl právníkem, c.k. dvorním radou, radou moravského zemského místodržitelství a zemřel v Brně. Další potomstvo trvale přesídlilo do Rakouska.

## Významní členové rodu
- František Eusebius (1627–1678), diplomat a dvořan
- Šebestián Jan (1628–1689), kníže-biskup v Pasově
- František Karel (1680–1755), nejvyšší mincmistr Českého království
- Emanuel (1819–1898), olomoucký probošt, mecenáš

## Přehled majetku rodu v Čechách

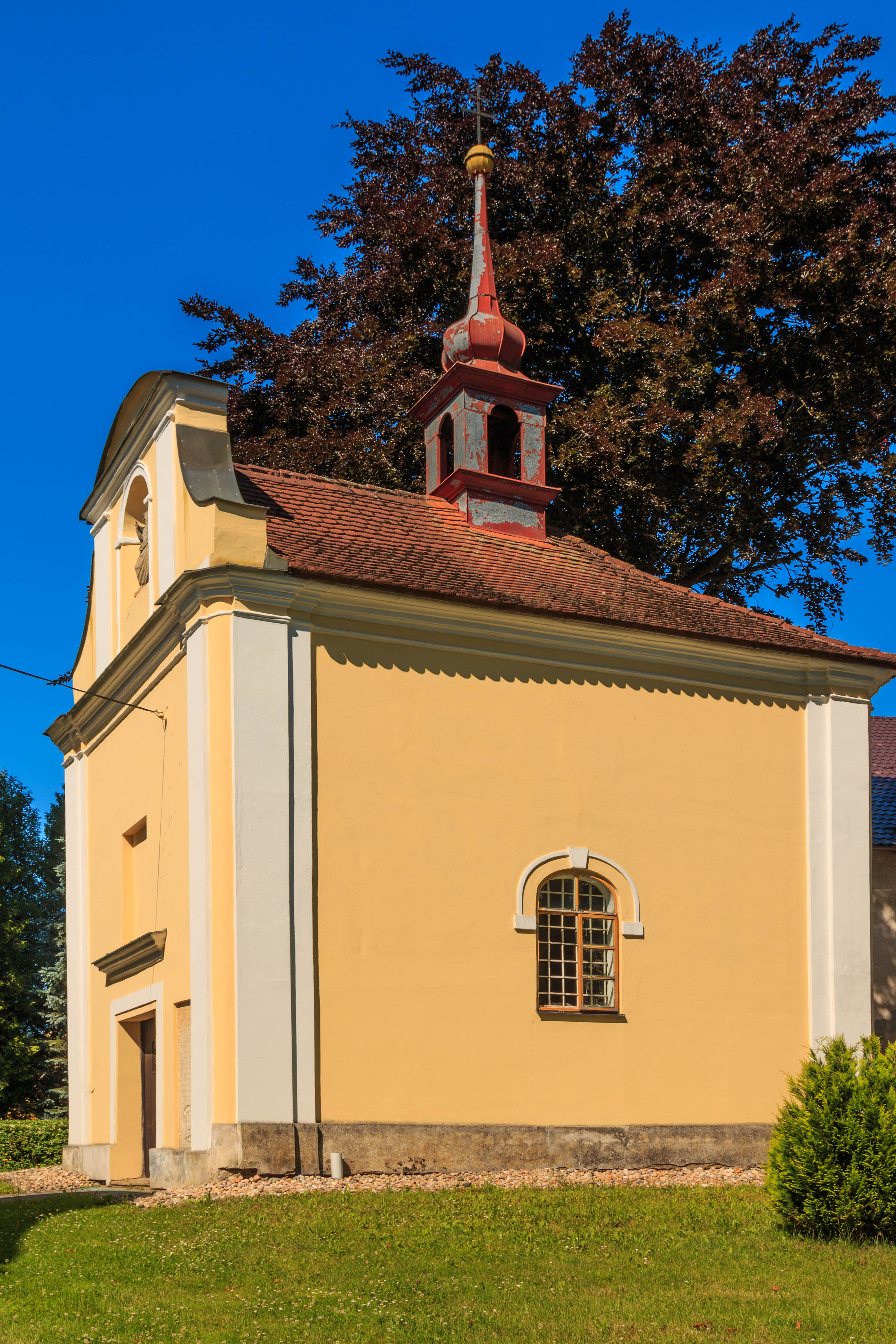
Hrobka Pöttingů v Habrech

- Habry (1678–1808)
- Kolinec (1815–1838)
- Nalžovy (1718–1769)
- Rabštejn nad Střelou (1665–1714)
- Rumburk (1656–1681)
- Svobodné Hamry (1769–1801)
- Tupadly (1676–1739)
- Varnsdorf (1656–1681)
- Vintířov (1650–1664)
- Žáky (1678–1815)